# Rio Lajeado Grande (Capanema)
Der Rio Lajeado Grande ist ein etwa 23 km langer linker Nebenfluss des Rio Capanema im Südwesten des brasilianischen Bundesstaats Paraná.

## Etymologie
Lajeado ist der portugiesische Begriff für Steinplatten oder Pflastersteine. Der Name Rio Lajeado Grande bedeutet also Großer Plattenfluss. 

## Geografie

### Lage
Das Einzugsgebiet des Rio Lajeado Grande befindet sich auf dem Terceiro Planalto Paranaense (Dritte oder Guarapuava-Hochebene von Paraná).

### Verlauf
Sein Quellgebiet liegt auf der Grenze zwischen den beiden Munizipien Santo Antônio do Sudoeste und Bom Jesus do Sul auf 694 m Meereshöhe etwa 10 km südöstlich des Hauptorts von Santo Antônio an der BR-163. Es liegt nahe der Grenze zwischen Brasilien und Argentinien am östlichen Fuß des 771 m hohen Cerro Costa, der sich schon auf argentinischem Gebiet erhebt. 
Der Fluss verläuft in nordöstlicher Richtung. Er bildet in seinem gesamten Verlauf die Grenze zwischen den beiden Munizipien. Er mündet auf 413 m Höhe von links in den Rio Capanema. Er ist etwa 23 km lang.

### Munizipien im Einzugsgebiet
Am Rio Lajeado Grande liegen die zwei Munizipien Santo Antônio do Sudoeste und Bom Jesus do Sul.